# فرودگاه دو روچر-پرک
فرودگاه دو روچر-پرک (به انگلیسی: Du Rocher-Percé (Pabok) Airport) یک فرودگاه همگانی باربری است که یک باند فرود آسفالت دارد و طول باند آن ۱۲۱۹ متر است. این فرودگاه در کشور کانادا قرار دارد و در ارتفاع ۲۷ متری از سطح دریا واقع شده است.